# Werner Gross (Psychologe)

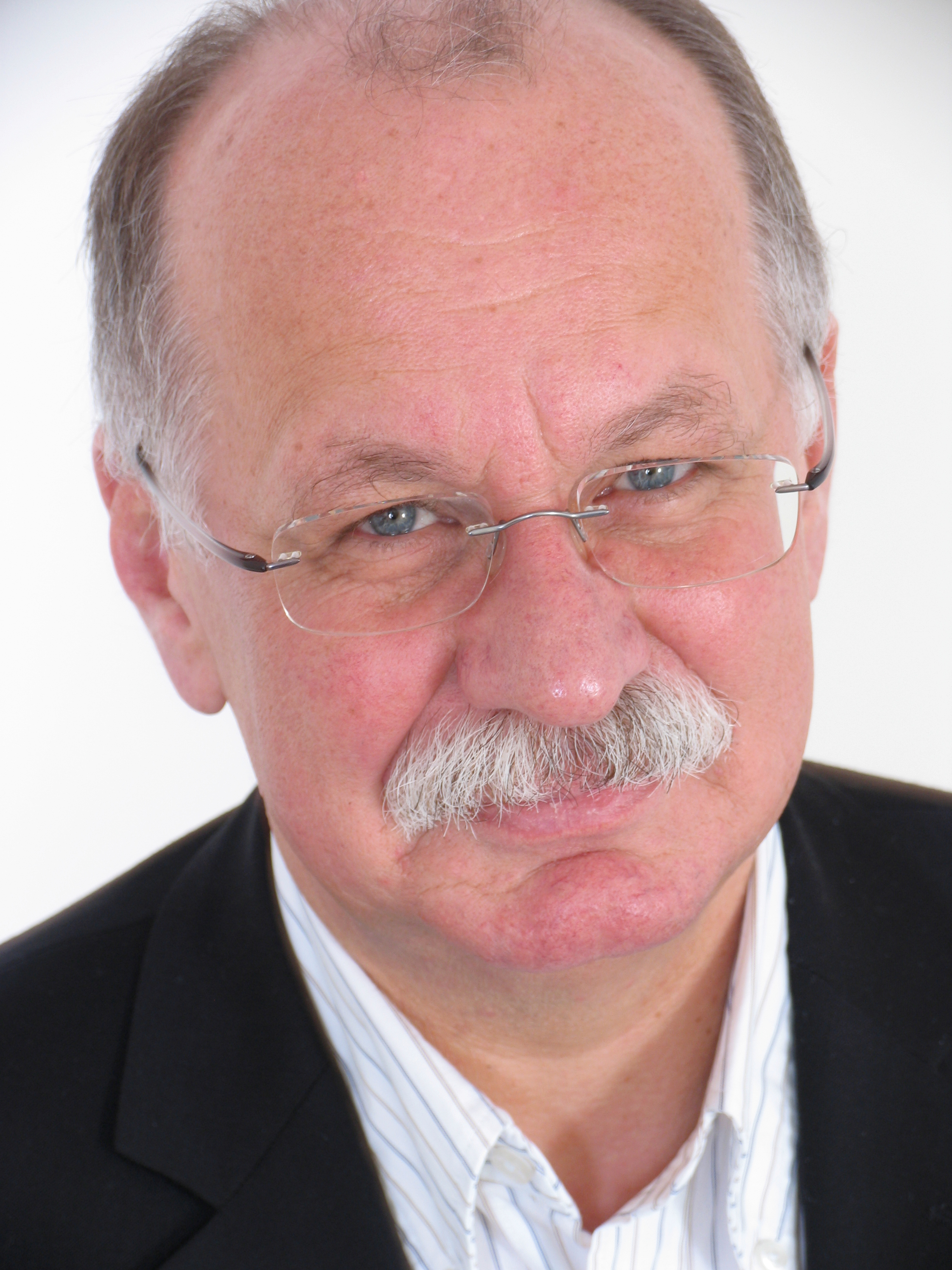
Werner Gross

Werner Gross (* 26. Dezember 1949 in Rödermark) ist ein deutscher Psychologe, Psychotherapeut, Supervisor, Coach, Unternehmens- und Organisationsberater sowie Buchautor.

## Leben
Werner Gross absolvierte das Abitur 1968 am Goethe-Gymnasium in Dieburg. Sein Psychologie-Studium an der Johann Wolfgang Goethe-Universität Frankfurt am Main schloss er 1979 ab. Seinem Studium schloss sich eine Ausbildung zum Psychologischen Psychotherapeuten an, aufgrund derer er 1999 die Approbation und eine Kassenzulassung für tiefenpsychologisch fundierte Psychotherapie erhielt. Neben dieser Form der Therapie verwendet er auch weitere Methoden, unter anderem Psychodrama, Gestalttherapie, Körperpsychotherapie und Positive Psychotherapie.
Er leitete 1979 bis März 2022 eine psychologische Praxis in Offenbach am Main, wo er und Kollegen 1999 das Psychologische Forum Offenbach (PFO) gründeten. Seit 1985 ist er als Supervisor, Coach und Unternehmensberater tätig und war unter anderem Mitglied der „Projektgruppe Supervision und Coaching“ im Berufsverband Deutscher Psychologinnen und Psychologen (BDP). Seit April 2022 ist er hauptberuflich in seiner neuen Praxis in Gelnhausen tätig.
Er ist Lehrbeauftragter an den Universitäten Mainz und Frankfurt am Main sowie an verschiedenen Ausbildungsinstituten für Psychotherapeut(inn)en, z. B. Wiesbadener Akademie für Psychotherapie (WIAP), Deutsche Psychologen Akademie (DPA), IFT-München, AFKV-Gelsenkirchen, Centrum für Integrative Psychotherapie (CIP). Er war Sachverständiger der Bundestags Enquete-Kommission „Sogenannte Sekten und Psychogruppen“ sowie Pressesprecher des BDP (bis 1999). Seit 1983 hat er mehr als 400 Seminare zu Berufskunde, Existenzgründung und Existenzsicherung für Psychologen geleitet (über 4000 Teilnehmer).
1973 begann er publizistisch für Rundfunkanstalten, Zeitschriften und Zeitungen tätig zu werden. Hierfür erhielt er 1977 den Kurt-Magnus-Preis der ARD.
Bekannt geworden ist er vor allem durch seine Beschäftigung mit dem Thema "Sucht ohne Drogen" (stoffungebundene Suchtformen), wozu er 1990 ein gleichnamiges Buch veröffentlichte. Zum Thema "seelische Kosten der Karriere", das ebenfalls zu seiner Bekanntheit beitrug, veröffentlichte er bisher fünf Bücher ("Smart Career - Die Kunst einen schweren Job leicht zu nehmen", "... aber nicht um jeden Preis", "Karriere 2010", "Karriere 2000" und "Karriere(n) in der Krise"). Anfang 2022 erschien außerdem sein Buch "Wie man lebt, so stirbt man - Vom Leben und Sterben großer Psychotherapeuten". Im Dezember 2024 erschien die englische Übersetzung dieses Buches mit dem Titel "As One Lives, So One Dies - On the Life and Death of Great Psychotherapists". Im Sommer 2022 wurde außerdem die 3. Auflage seines Buches "Erfolgreich selbstständig - Wie gründe und führe ich eine Psychologische Praxis" veröffentlicht. Im April 2024 erschien sein Buch "Meinetwegen - nenn es Gott: Sinn und Unsinn von Religion und Religiosität", das im März 2025 mit dem Titel "Don't Believe, What You Think - Sense and Nonsense of Religion and Religiosity" in der englischen Fassung erschien. 

## Werke
- Werner Gross (2025). Don't Believe, What You Think - Sense and Nonsense of Religion and Religiosity
- Werner Gross (2024). As One Lives, So One Dies - On the Life and Death of Great Psychotherapists
- Werner Gross (2024). Meinetwegen - nenn es Gott - Sinn und Unsinn von Religion und Religiosität
- Werner Gross (2022). Wie man lebt, so stirbt man - Vom Leben und Sterben großer Psychotherapeuten. Heidelberg: Springer, englische Fassung:
- Werner Gross (2024). As One Lives, So One Dies - On the Life and Death of Great Psychotherapists
- Werner Gross (2020). Smart Career – Die Kunst einen schweren Job leicht zu nehmen / Wie Sie die seelischen Kosten der Karriere minimieren. Heidelberg: Springer
- Werner Gross (2016). Was Sie schon immer über Sucht wissen wollten. Heidelberg: Springer.
- Werner Gross (2022). Erfolgreich selbstständig: Gründen und Führen einer psychologischen Praxis. Heidelberg: Springer. 3. Auflage
- Werner Gross (2013). … aber nicht um jeden Preis: Karriere und Lebensglück. Freiburg: Herder-Spektrum.
- Werner Gross (2005): Karriere 2010. Chancen, seelische Kosten und Risiken des beruflichen Aufstiegs im neuen Jahrtausend. Bonn: Deutscher Psychologen Verlag.
- Werner Gross (1997). Karriere 2000: Hoffnungen-Chancen-Perspektiven-Probleme-Risiken. Bonn: Deutscher Psychologen Verlag.
- Werner Gross (1996). Karriere (n) in der Krise: die seelischen Kosten des beruflichen Aufstiegs. Bonn: Deutscher Psychologen Verlag.
- Poppelreuter, S. & Werner Gross (2000). Nicht nur Drogen machen süchtig. Entstehung und Behandlung von stoffungebundenen Süchten. Weinheim: Beltz.
- Werner Gross & Dersch, B. (1992). Was ist das Süchtige an der Sucht?. Geesthacht: Neuland Verlag.
- Werner Gross (2003). Sucht ohne Drogen: Arbeiten, Spielen, Essen, Lieben… Frankfurt am Main: Fischer-Taschenbuch-Verlag.
- Werner Gross (2002). Hinter jeder Sucht ist eine Sehnsucht. Alltagssüchte erkennen und überwinden. Freiburg: Herder-Spektrum.
- Werner Gross (1996). Psychomarkt-Sekten-Destruktive Kulte. Bonn: Deutscher Psychologen Verlag.
- Werner Gross (2003). Was erlebt ein Kind im Mutterleib. Freiburg: Herder-Spektrum.
- Werner Gross & Zeitel, F. (1978). Gruppentherapie – Hilfe für wen?: ein kritischer Überblick über die neuen Methoden und ihre Anwendungserfolge. Freiburg: Herder.
- Werner Gross (1984). Finde ich meinen Körper, so finde ich mich: die neuen Körper-Therapien. Freiburg: Herder.
- Bohnke, B. A. & Werner Gross (1988). Der heilende Schmerz: vom Urschrei zur Primärtherapie. Freiburg: Herder.
- Werner Gross (1986). Das Praxishandbuch: Gründung und Führung einer psychologischen Praxis. Bonn: Deutscher Psychologen Verlag.
- Werner Gross & Schmid, V. (1997). Das Berichte-Handbuch: Erst- und Verlängerungsberichte in der ambulanten Psychotherapie. Bonn: Deutscher Psychologen Verlag.
- Werner Gross & Moldenhauer, P. (1990). Das Praxisformularbuch: Briefe, Formulare und Check-Listen als Arbeitshilfen für die psychologische Praxis. Bonn: Deutscher Psychologen Verlag.